# Serafim Todorov
Serafim Todorov, född 6 juli 1969 i Peshtera, Bulgarien, är en bulgarisk boxare som tog OS-silver i fjäderviktsboxning 1996 i Atlanta. Todorov blev den siste amatörboxaren som någonsin besegrade den framtida superstjärnan Floyd Mayweather, Jr..